# 에어버스 A321
에어버스 A321(Airbus A321) 은 에어버스 A320의 파생형으로 중단거리용 협동체 쌍발 제트 항공기로 최대 236명 승객을 수용할 수 있다. 현재까지 1,191대가 인도되고 434대의 주문이 남아있는 A321은 노후된 보잉 757-200를 대체함과 동시에 보잉 737-900ER과의 경쟁을 위해서 기존 A320의 동체를 날개 전후 두 곳을 연장하고 엔진 추력 증가 형으로 변경했다. 그러나 현재는 보잉 757의 대체용으로 도입중이다. 또한 비상 탈출을 쉽게 하기 위해 기체 비상구의 구조를 재설계하고 착륙 장치 구조 의 일부를 강화한 기종이다. 대한민국에서는 아시아나항공, 에어부산, 에어서울, 대한항공에서 운용하고 있다. 또한, 최초 인도 업체는 루프트한자이다. 후속 기종으로는 에어버스 A321neo가 있다.

## 같이 보기
- 에어버스 A318
- 에어버스 A319
- 에어버스 A320 패밀리
- 에어버스 A320neo 패밀리
- 보잉 737 넥스트 제너레이션
- 보잉 737 MAX
- 보잉 757
- 투폴레프 Tu-204